# الدوري الإنجليزي لكرة القدم 1891–92
الدوري الإنجليزي لكرة القدم 1891–92 (بالإنجليزية: 1891–92 Football League)‏ هو موسم من دوري كرة القدم الإنجليزية، أقيم خلال الفترة 5 سبتمبر 1891 وحتى 30 أبريل 1892، وفاز فيه نادي سندرلاند.